# A Rock Star Bucks a Coffee Shop
A Rock Star Bucks a Coffee Shop ("Una estrella de rock financia una cafetería"), también conocida como Rock Starbucks, es una canción perteneciente al disco The Monsanto Years de Neil Young. Fue lanzada en 29 de junio de 2015.

## Letra
La letra de la canción es crítica las multinacionales Monsanto y Starbucks. Con la empresa de productos agrícolas Monsanto por su uso de organismo genéticamente modificado (OMGs) en la agricultura. Según el músico: "...Monsanto es el emblema de los problemas que estamos teniendo con el corporativismo gubernamental...". Su crítica es compartida por los músicos Lukas y Micah Nelson hijos del músico Willie Nelson; al respecto, el primero manifestó: «A nadie le gusta Monsanto. Nadie quiere OMG en su comida, o al menos quieren saber si están ahí para poder decir "NO" si quieren. Estoy de verdad orgulloso de estar a este lado de la historia con Neil».
La canción forma parte de una campaña conceptual contra la cadena de café Starbucks por colaborar con Monsanto. Young  es crítico con la cadena Starbucks, a quien acusó de aliarse con Monsanto para denunciar al Estado de Vermont e intentar revocar una ley de etiquetado de alimentos transgénicos.

## Video
El 22 de mayo publicó un fragmento del video de «A Rock Star Bucks a Coffe Shop», estrenado en su totalidad dos días después en la página oficial del músico en YouTube.
En el video fue filmado en Teatro theater en Oxnard, California, Estados Unidos. En él se puede ver al guitarrista y cantante Neil Young con otros invitados realizando los coros, lanzando y cambiando sus cafés con organismos genéticamente modificados por bebidas naturales.
Los músicos de la canción son: en voz y guitarras Neil Young, en guitarra y coros Lukas Nelson, en guitarra eléctrica y coros Micah Nelson, en batería Anthony Logerfo y en percusión Tato Melgar.

Sí, quiero una taza de café, pero no quiero un GMO.
 Me gusta empezar mi día libre sin ayudar a Monsanto.
Letra de Rock Starbucks.